# Catu
Catu es un municipio brasileño del estado de Bahía. La población estimada en 2010 según el IBGE es de 92 011 habitantes.